# O’Neill-Kolonien

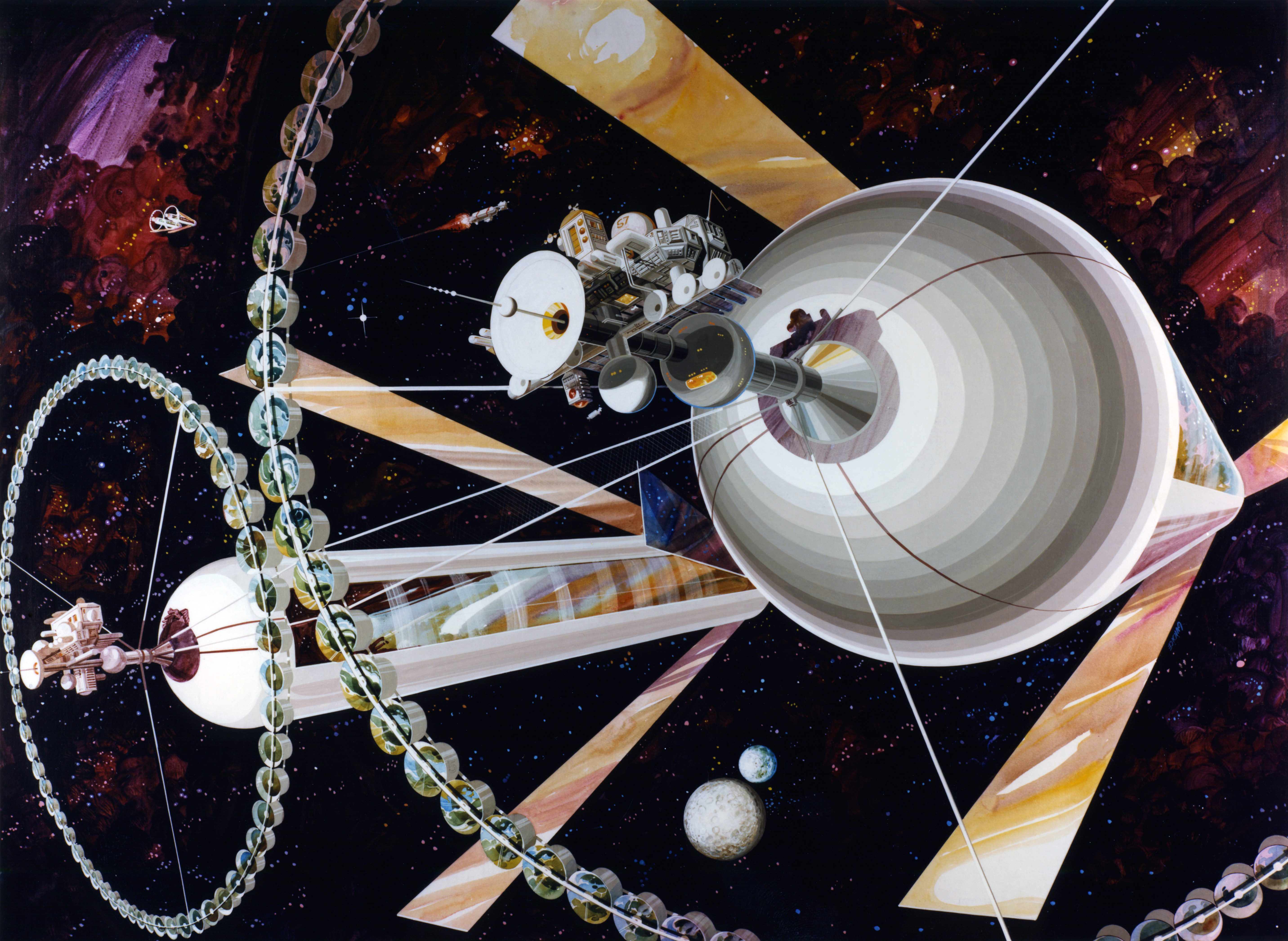
NASA-Illustration zweier O’Neill-Zylinder

O’Neill-Kolonien sind hypothetische Weltraumkolonien, die vom Physiker Gerard K. O’Neill vorgeschlagen wurden. Es wurden drei Konzepte gestaltet; die auf einer Hohlkugel, der Bernal-Sphäre, aufbauenden Entwürfe Island One und Island Two, sowie Island Three in Form von zwei Zylindern, die dadurch als O’Neill-Zylinder benannt wurden.

## Geschichte
Lange Zeit schien die Erschließung des Sonnensystems nur über die Schritte Raumstation, Mondbasis und Planetenbesiedlung möglich. Das änderte sich, als der Physiker Gerard K. O’Neill von der Universität Princeton die Frage, ob die Besiedlung anderer Himmelskörper wirklich die beste Methode für die Erschließung des Sonnensystems sei, mit Nein beantwortete. Dieser Überlegungsansatz bildete den Grundstein für Pläne über künstliche Welten im All, die später unter dem Namen O’Neill-Kolonien bekannt werden sollten.
O’Neill und seine Anhänger entwarfen auf verschiedenen Konferenzen Kolonien unterschiedlicher Form und Größe, die alle eins gemeinsam hatten: ihre Loslösung von einem natürlichen Himmelskörper. Anders als normale Raumstationen sollten sie jedoch auch nicht einfach nur einen Ausgangspunkt für Forschung und Raumfahrt darstellen, sondern einen echten Lebensraum – ähnlich einer Stadt – bilden.
1975 gründeten die Ingenieure Keith Henson und Carolyn Meinel die L5 Society, um die Entwürfe O’Neills bekannter zu machen. 1976 veröffentlichte O’Neill das Buch The High Frontier: Human Colonies in Space, in dem er seine Projekte populärwissenschaftlich vorstellte. Neu waren O’Neills Ideen allerdings nicht: Hermann Oberth, „Vater der Weltraumfahrt“, hatte bereits 1954 in seinem Buch Menschen im Weltraum – Neue Projekte für Raketen- und Raumfahrt interstellare Reisen durchs All mit riesigen Wohnwalzen beschrieben. An eine Hohlkugel als Lebensraum dachte der Physiker John Desmond Bernal sogar bereits im Jahre 1929.

## Aufbau
Die Vorstellungen bezüglich der Größe dieser Stationen waren in den Studien gigantisch, angefangen bei einem Entwurf mit einer Bernal-Sphäre für 10.000 Bewohner, der Island One, bis hin zu einem Zylinder von 30 km Länge und 6,5 km Durchmesser für Millionen von Menschen, auf denen Island Three aufbaute. Die Kolonien sollten ihren Bewohnern eine dauerhafte Heimat bieten. Deshalb ist es auch nicht verwunderlich, dass in der großzügigen Konstruktion neben landwirtschaftlichen Nutzflächen auch Parks, Seen und Häuser eingeplant waren.
Die Kolonien sollten vor allem riesige Fensterflächen besitzen, durch die dann mit Hilfe ebenso großer Spiegel das Sonnenlicht in das Innere der Kugel oder des Zylinders gelenkt werden würde. Damit ein dauerhaftes Leben im Weltall überhaupt möglich ist, muss eine künstliche Gravitation geschaffen werden. Diese sollte durch Rotation jeder Kolonie erreicht werden. Ein Mantel aus Mondgestein sollte zudem den notwendigen Schutz vor der im Weltraum gefährlichen Sonnenstrahlung gewährleisten.

## Umsetzung
Aufgrund ihrer gigantischen Ausdehnung war es klar, dass der Aufbau der Kolonie nur von einer Basis im Weltraum aus möglich sein würde. Auf diese Weise würde der äußerst kostspielige Transport der Materialien von der Erde aus zum Weltraum größtenteils umgangen werden. Die für den Bau benötigten Rohstoffe sollten vom Mond kommen, da dieser Transport aufgrund der viel geringeren Anziehungskraft des Mondes erheblich günstiger wäre.
Im Konstruktionsatelier sollten die Rohstoffe dann weiterverarbeitet und zusammen mit anderen gelieferten Bauteilen zu den ersten kleinen Habitaten zusammengefügt werden. Diese Habitate sollten den Ausgangspunkt für den weiteren Ausbau der Kolonie bilden. Eine dann fertiggestellte Kolonie sollte wiederum als Basis für die Herstellung einer weiteren dienen, sodass sich in absehbarer Zeit eine Vielzahl dieser künstlichen Inseln im All befänden.

## Standort
Für seine Kolonien hat sich O’Neill einen besonderen Standort ausgesucht: die Gleichgewichts-, Librations- oder Lagrange-Punkte L4 und L5, die sich auf der Erdbahn 60° vor bzw. hinter der Erde befinden. Die Kolonien hielten dann auch ohne regelmäßige Lagekorrektur einen konstanten Abstand von je 150 Millionen Kilometer zur Erde und zur Sonne.
Wichtiges Element in der Planung der O’Neill-Kolonien war die Versorgung mit Rohstoffen vom Mond aus, zum einen als Ausgangsprodukt für die Herstellung von Bauteilen, zum anderen aber auch für den erwähnten Mantel aus Mondgestein, der vor der Sonnenstrahlung schützen sollte. Hierzu, so war die Idee, könnte auf dem Mond ein sogenannter Massenbeschleuniger errichtet werden. Er würde die benötigten Rohstoffe zum Bauplatz der Kolonien schleudern.

## Leben in der O’Neill-Kolonie

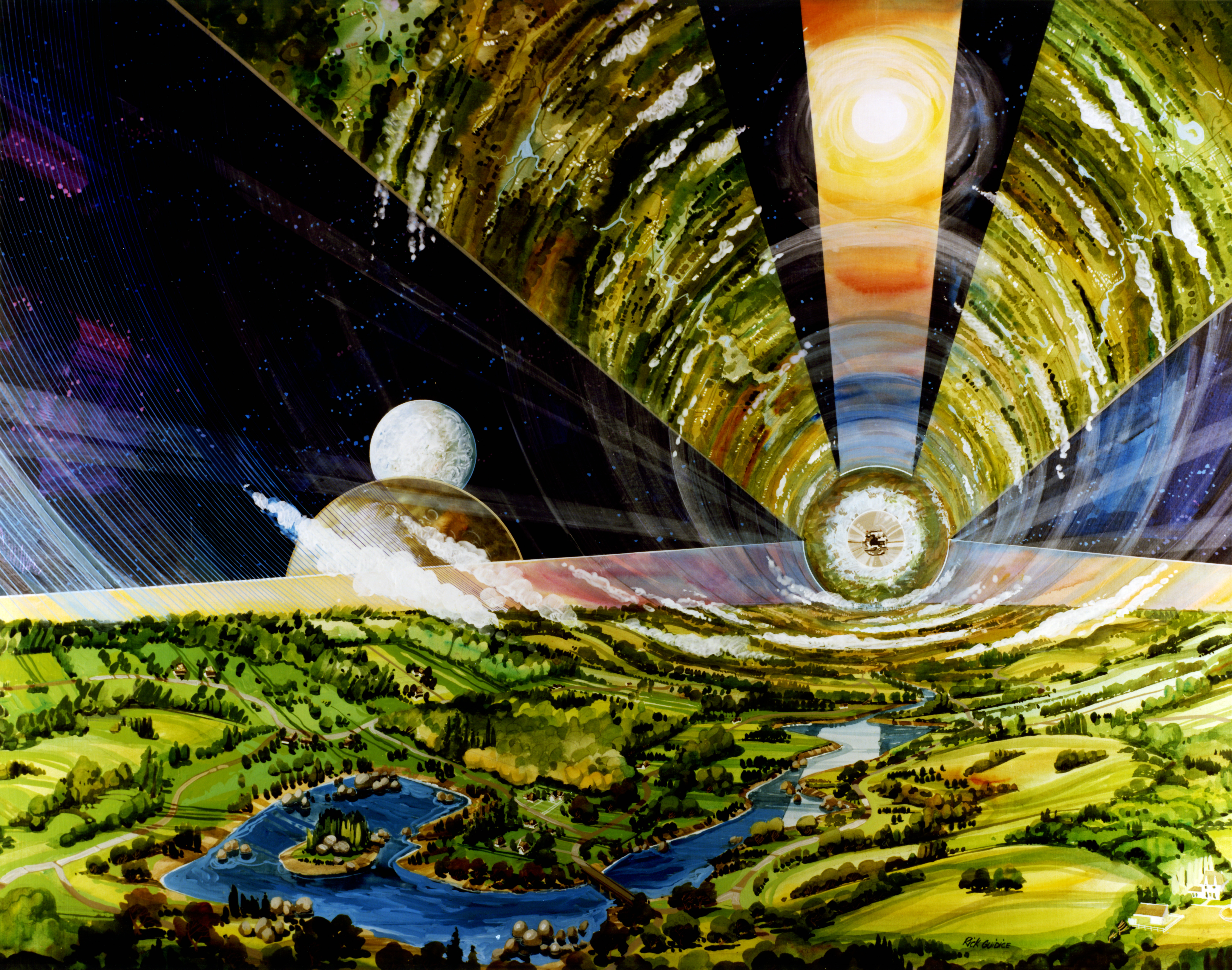
Das Innere einer O’Neill-Kolonie

Das Leben in den O’Neill-Kolonien ist von Autarkie gekennzeichnet. Die Bewohner sollen sich mit allen lebensnotwendigen Dingen selbst versorgen können.
Zur Nahrungsversorgung werden Mais-, Sojabohnen- und Luzernefelder auf der mittleren Ebene angelegt. Die Wasserversorgung erfolgt aus künstlich angelegten Teichen auf der obersten Ebene. So kann es auch optimal zur Bewässerung der Felder verwendet werden. Mit dem Rest des Wassers könnten dann die Nutztiere versorgt werden, deren Ställe sich auf der untersten Terrasse befänden. Ausgehend von einer Bewohnerzahl von 10.000 Kolonisten könnten dort etwa 60.000 Hühner, 30.000 Kaninchen und eine beträchtliche Anzahl von Rindern gehalten werden.
Anschließend würde das Wasser in einer Aufbereitungsanlage gereinigt und dem Kreislauf erneut zugeführt werden. So wäre eine gesunde Mischdiät möglich, die die Bewohner jeden Tag mit etwa 2400 Kilokalorien versorgen würde. Die Felder und Parks hätten zudem die Aufgabe, einen Großteil des Kohlendioxids aus der Luft aufzunehmen und Sauerstoff sowie Wasserdampf freizusetzen. Den restlichen Bedarf müsste dann die Hochtechnologie leisten.
Die in den landwirtschaftlichen Gebieten entstehende Feuchtigkeit könnte über Lufttrockneranlagen kondensiert werden und so den Trinkwasservorrat ergänzen. Ein komplexes Verfahren mit dem Namen Nassoxidation würde die Abwässer aus der Landwirtschaft und den Haushalten durch Druck und Erhitzen reinigen. Bei diesem Prozess würde Kohlendioxid freigesetzt, welches wiederum zur Förderung des Pflanzenwachstums eingesetzt werden könnte. Die festen Rückstände des Abfalls könnten zu Viehfutter und Kunstdünger weiterverarbeitet werden. Die Bewohner der Kolonie könnten ihren Lebensunterhalt als Bergbauleute auf dem Mond oder als Wissenschaftler und Techniker auf Weltraumstationen verdienen. Haupttätigkeitsfeld wäre aber wohl der Bau von Energiesatelliten, die als dichter Ring die Erde umgäben.

## Realisierbarkeit
Es wurde von den Machern die Meinung verbreitet, dass ein Umzug der Menschheit ins All in nicht allzu ferner Zukunft vonstattengehen könnte. Manche sahen die erste Kolonie bereits um die Jahrtausendwende den Weltraum bevölkern.
Diese Euphorie wurde von der Tatsache unterstützt, dass die benötigten Techniken bereits vorhanden oder in der Entwicklung waren. Der Optimismus ging sogar so weit, dass O’Neill und seine Mitarbeiter bereits erste Kostenabschätzungen und Zeitpläne für ein „Aussiedlerprogramm“ vorlegten. Sie gingen in den 1970ern von Kosten in Höhe von 100 Milliarden Dollar, verteilt auf 20 Jahre aus, eine Summe, die im Jahre 2020 ca. 500 Milliarden Dollar entspricht. Zum Vergleich: Die Errichtung der Internationalen Raumstation (ISS) hat inflationsbereinigt etwa 100 Milliarden Dollar gekostet.
Nach genauer Prüfung und kritischer Analyse ist man heutzutage jedoch der Auffassung, dass die von O’Neill gedachte Größenordnung mit heutigen Möglichkeiten noch lange nicht zu verwirklichen sei. Um überhaupt mit dem Bau einer ersten Station beginnen zu können, müssten tausende Tonnen Material ins Weltall (zur Errichtung einer Konstruktionsbasis) und auf den Mond (zur Errichtung des Massenbeschleunigers) gebracht werden. Vom Mond aus müssten viele Millionen Tonnen Rohstoffe abgebaut und zum Konstruktionsatelier gebracht werden. Allein für die Abschirmung gegen die Sonnenstrahlung würden laut damaligen Plänen 10 Millionen Tonnen Mondgestein benötigt werden. So geht man heutzutage davon aus, dass die tatsächlichen Kosten mindestens um das Hundertfache, wenn nicht gar das Tausendfache höher wären als von O’Neill vermutet. Die ersten Kostenberechnungen hat O’Neill durchgeführt, als das Space Shuttle noch im Planungszustand war und niedrige Transportkosten in Aussicht stellte – die tatsächlichen Kosten für einen Start des Space Shuttles stiegen jedoch auf nahezu das Hundertfache dessen, was ursprünglich angenommen wurde.
Die Chancen für eine Realisierbarkeit macht eine einfache Überschlagsrechnung deutlich: Bei der oben erwähnten Größe der Kolonie hätte alleine die Luft im Inneren eine Masse von ca. 1,2 Milliarden Tonnen (normalen Atmosphärendruck vorausgesetzt).

## In den Medien
Christopher Nolan zeigt in seinem Science-Fiction-Film Interstellar (2014) O'Neill-Kolonien, die sich in einer Umlaufbahn um den Saturn befinden. Sie dienen als Zufluchtsort einer dezimierten Menschheit und als Ausgangspunkt für die erneute Kolonisierung bewohnbarer Planeten, nachdem die Erde durch eine globale Dürrekatastrophe unbewohnbar geworden ist. Das Gewichtsproblem wurde im Film gelöst, indem die Stationen bereits auf der Erde unterirdisch fertiggestellt und – nach Entdeckung der Quantengravitation – durch Manipulation der Erdanziehung, samt Menschen und Nutzlast an Bord, in den Weltraum gehoben wurden. Nolan arbeitete mit dem Physiker Kip Thorne zusammen und legte in seinem Werk großen Wert darauf, dass das Gezeigte nicht im direkten Widerspruch zu den Erkenntnissen der theoretischen Physik steht.
Im japanischen Science-Fiction-Franchise Gundam ist der Weltraum mithilfe von O’Neill-Kolonien an den Lagrangepunkten um die Erde besiedelt worden. Diese unabhängigen Kolonien führen mitunter Krieg gegen die Erde, wobei auch die Kolonien selbst als Waffen eingesetzt werden.
Die Science-Fiction-Serie Babylon 5 stellt Abwandlungen des Konzeptes dar. Die Namensgebende Station Babylon 5 besteht aus einem geschlossenen Zylinder dessen großes offenes Volumen künstlich von Lichtquellen entlang der zentralen Achse beleuchtet wird und das von mehreren geschlossenen Decks umgeben wird, welche einerseits die nutzbare innere Fläche der Station wesentlich erhöhen und zum anderen den großen Hohlraum schützen. Die Vorgängerstation Babylon 4 besteht aus zwei ineinander verschachtelten Zylindern unterschiedlicher Größe, die entgegengesetzt rotieren und so einen Drehmomentausgleich erzeugen und außerdem das interne Volumen der Station nochmal wesentlich erhöhen.
Die Energieversorgung beider Stationen erfolgt im Gegensatz zum originalen Entwurf von O’Neill hauptsächlich über Fusionsreaktoren und nur in untergeordneter Rolle durch Sonnenlicht.